# 83 (tal)
83 (treogfirs, på checks også ottitre) er det naturlige tal som kommer efter 82 og efterfølges af 84.

## Inden for matematik
- 83 er det 23. primtal.[1]

## Inden for videnskab
- 83 Beatrix, asteroide
- M83, bjælkegalakse i Søslangen, Messiers katalog

## Eksterne links
- Wikimedia Commons har flere filer relateret til 83 (tal)